# Sylvain van der Gucht
Sylvain van der Gucht (Aalst, 17 februari 1823 - aldaar, 4 december 1894) was een Vlaams schrijver en schilder. Hij schreef volksromans zoals Gaston Blanckaert, Jan Clerker of de laatste binders in Vlaanderen en Het kasteel der Verdoemenis. Tevens was hij een bestuurslid van de Aalsterse afdeling van het Davidsfonds.

## Levensloop
Van der Gucht wou eerst doorbreken als schilder in Parijs. Zijn idee was om zich tegelijk te ontwikkelen in de zakenwereld; na een mislukte poging als zowel schilder als zakenman keerde hij terug naar Aalst. Op 24-jarige leeftijd in Aalst wilde hij zich daar vestigen als schilder, zonder succes echter. Hij besloot daarop meubelschilder te worden. Als hobby schilderde hij op doek, voornamelijk voor zijn vrienden en eigen genot. Simultaan hield hij zich bezig met het schrijven van volksverhalen. De geschreven rollen bewaarde hij op een kast. Onder impuls van zijn vrouw Joanna van den Hauwe begon Pieter Daens zijn verhalen te publiceren in zijn gazet in een feuilletonvorm. Zijn verhalen waren een schot in de roos, vooral emigranten naar Amerika gaven er lof aan. Na het succes van de feuilletons werden zijn verhalen gepubliceerd in boekvorm. Volgens historicus Petrus Van Nuffel had van der Gucht indertijd een populariteit dat Conscience evenaarde. Hij stierf in 1894 te Aalst.

## Werken
Zijn werken waren opvallend populair bij emigranten naar de Verenigde Staten. De werken worden beschreven als Oost-Vlaamse dramatische verhalen uit de Franse tijd te Aalst in 1883.

### Gaston Blanckaert of de eerste binders in Vlaanderen
Dit boek werd overgenomen in het Amerikaans blad De Depere Standaard. Met binders worden rovers bedoelt. Het boek werd uitgegeven in 1886, het jaar nadien kwam het vervolg Jan Clerker of de laatste binders in Vlaanderen uit.

### Het Kasteel der Verdoemenis
Dit boek werd overgenomen in het Amerikaans blad De Depere Standaard. Het boek speelt zich af bij Kasteel Terlinden. Het verhaal blies een oude volksvertelling nieuw het leven in waardoor het kasteel nog steeds tot op het heden zijn naam heeft als het "Kasteel der Verdoemenis".

### Jan Clerker of de laatste binders in Vlaanderen
Kende in zijn tijd een buitengewoon succes, samen met andere werken werd het uitgegeven in onder meer Turnhout. Voor de Tweede Wereldoorlog kwamen er nog enkele herdrukken, in Amerika werd het ook vertaald naar het Engels.
- De zwarte advocaat
- Doktor Gons
- Tacida Spinaal
- Het bombardement van Antwerpen

## Eerbetoon

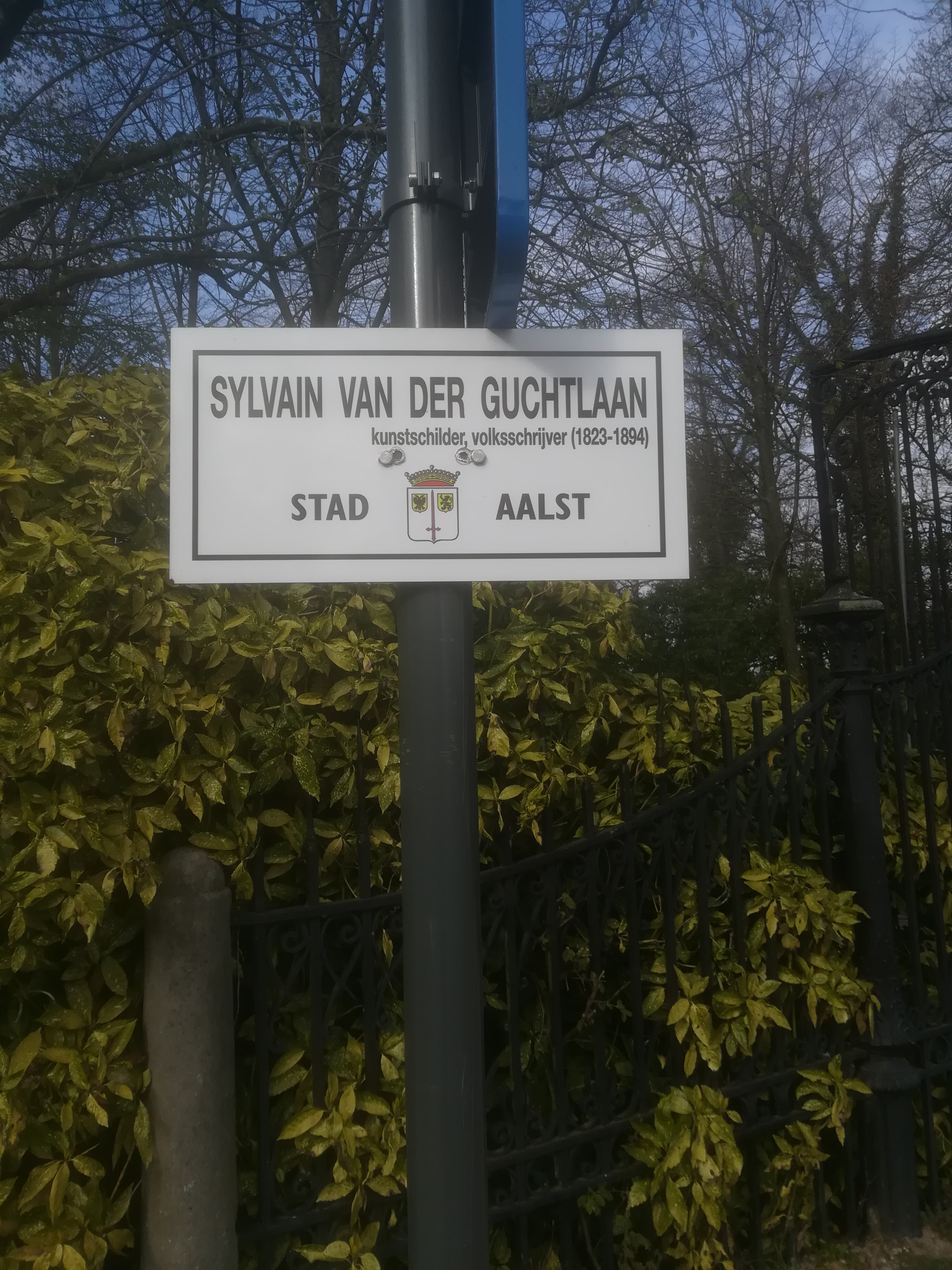
Bord van de Sylvain van der Guchtlaan.

Na zijn dood gingen zijn werken in de vergeetput, niettemin werd er een straat naar van der Gucht genoemd. De straat heet de Sylvain Van Der Guchtlaan en bevindt zich te Aalst, nabij kasteel Terlinden.